# 미나미나카도리촌
미나미나카도리촌(일본어: 南中通村)은 일본 오사카부 히네군·센난군에 설치되었던 촌이다. 현재의 이즈미사노시에 해당한다.